# Szank
Szank es un pueblo y municipio en el condado de Bács-Kiskun, en la región de la Gran Llanura del Sur del sur de Hungría.

## Geografía
Tiene una superficie de 74,83 kilómetros cuadrados y tiene una población de 2 170 habitantes (2024).

## Ciudades hermanadas
- Porumbenii Mari, Rumanía
- Mauru, Finlandia
- Bačka Topola, Serbia
- Quindici, Italia
- Hiiumaa, Estonia